# Іґріш-Халап
Іґріш-Халап (Іґріш-Халам) (*д/н — 2352 до н. е. або 2252 роках до н. е.) — малікум (цар-жрець) Ебли в 2364—2352 роках до н. е. (за іншою хронологією панував в 2264—2252 роках до н. е.). Ім'я перекладається як «Халап відігнав».

## Життєпис
За різними гіпотезами походив з династії Першого або Другого царства. Звідси різниця у 100 років. Ймовірно другий син малікума Кун-Даму. Напевне отримав своє ім'я на честь захоплення міста-держави Халап.
Більш-менш точно відомо, що Іґріш-Халап володарював десь 12 років. Вважається, що в цей час вів війни з Марі, але не дуже успішно. Зазнав поразки від царя Іплул-Іль, якому сплатив данину.
Втім продовження активних будівельних робіт та збереження контролю над торгівельними шляхами свідчить про збереження потуги Ебли. Також ймовірно володіння Ебли за його панування охопили область Апу з містом Дімашку. Водночас за правління цього малікума починається негативна тенденція набуття лугалями саза (на кшталт візирів) значної політичної потуги. Це насамперед стосується друого на цій посаді — Тіра, оскільки перший (Дарміа), що обіймав посаду ще за Кун-Даму не виходив за межі повноважень.
Іґріш-Халапу спадкував син Іркаб-Даму.